# Arnaud Mendy
Arnaud Mendy (Évreux, 10 febbraio 1990) è un ex calciatore francese naturalizzato guineense, di ruolo centrocampista.

## Carriera

### Club
Il 17 ottobre 2009 si trasferisce in prestito per un mese al Grimsby Town.
Il 31 agosto 2010 si trasferisce al Tranmere Rovers in prestito per un mese, poi prolungato di due mesi.

### Nazionale
Nel 2011 debutta con la nazionale guineense, con cui gioca 2 partite.